# Bo-Boliko Lokonga Mihambo
Bo-Boliko Lokonga Monse Mihambo (ur. 15 sierpnia 1934 w Lobamiti, zm. 30 marca 2018 w Brukseli) – zairski polityk i działacz związkowy. W latach 1970–1979 był przewodniczącym Zgromadzenia Narodowego i pierwszym komisarzem państwowym Zairu w latach 1979–1980.
Uczył się w misjach katolickich, a następnie w liceum św. Rafała w Kinszasie. Ukończył studia socjologiczne na Heverlee Louvain w 1958. Od 1960  sekretarz generalny najpierw Unii Katolickich Robotników, następnie po fuzji Zairskiej Unii Robotników; ze względu na działalność związkową dwukrotnie uwięziony w 1962 i 1963. 
Premier Zairu od 6 marca 1979 do 28 sierpnia 1980 z ramienia Ludowego Ruchu Rewolucji Mobutu Sese Seko. W 1990 stworzył opozycyjną Socjaldemokratyczną Partię Chrześcijańską z Josephem Iléo. Został później senatorem.